# 杨再兴
杨再兴（？—1140年），相州汤阴（今河南省安阳市汤阴县）人，南宋将领，官至武经郎、湖北京西宣抚司第四副将。参与南宋初年的郾城之战，后与完顏宗弼的一次战斗中，被宦官騙，隨後寡不敌众而阵亡。

## 生平

### 弃暗投明
早年隶武功大夫、荣州团练使、知郢州曹成麾下。宋高宗绍兴元年（1131年）十一月，朝廷命令叛服不定的曹成率部前往行在临安，而曹成拒不从命。二年（1132年）正月，朝廷以亲卫大夫、建州观察使、神武副军都统制岳飞权知潭州、权荆湖东路安抚使、马步军都总管，镇压号称湖东名贼的曹成。杨再兴率众劫营，砍伤神武副军第五将正将韩顺夫，致其伤重而死；又与随后赶到的神武副军前军统制张宪、后军统制王经激战，杀死岳飞之弟岳翻。曹成战败之后，杨再兴被张宪生擒，俯首请降。岳飞不计杀弟之仇，释杨再兴之缚，留用为将。

### 平定吉虔
绍兴三年（1133年）二月，朝廷命中卫大夫、武安军承宣使、神武副军都统制岳飞平定盘踞吉州的彭友、李满等人和盘踞虔州的陈颙、罗闲十等人。四月，岳飞所部行至吉州，分遣统领王贵、张宪进兵，生擒彭友、李满等人。岳飞乘胜进攻虔州，分兵攻打叛军的几百座山寨，各处山寨纷纷陷落。九月，副将、承节郎杨再兴以平定吉、虔之功，受到诏书褒赏。

### 北伐立功
绍兴六年（1136年）七月，起复检校少保、武胜定国军节度使、湖北京西路宣抚副使、兼营田使岳飞率军北伐伪齐，杨再兴率部收复西京长水县，杀敌五百余人，俘虏百余人，夺粮二万余石，夺马万匹，又烧蔡州粮草。 

### 力战殉国
绍兴十年（1139年）五月，金国太保、都元帅、领行台尚书省事完颜宗弼撕毁和议，分兵南侵。六月，少保、武胜、定国军节度使、湖北、京西路宣抚使、兼河南、北诸路招讨使、兼营田大使、武昌郡开国公、食邑四千七百户，食实封二千户岳飞违诏出师。七月，完颜兀术得知岳飞本阵驻扎郾城，亲率一万五千骑前来决战，杨再兴在战斗中意图生擒完颜兀术，单骑冲阵，被金军重重包围，力战斩杀数百人，突围而出。郾城之战后，完颜兀术屯驻临颍，意图继续与岳飞决战。杨再兴率三百轻骑到郾城北小商桥和金兵遭遇，被几十倍的金军主力包围，杀金兵二千余人，最終被亂箭射中而战死，而杨再兴所中之箭，仅箭簇就重达二升。朝廷追赠七官。

## 同名人物
- 楊再興(湖南武岡軍人)，建炎、紹興年間，因不堪宋廷徵斂，與子正修、正珙等率九十團峒瑤人起義，活動於武岡、全、永、邵等州軍。最終為前軍統制李道討平之。然而籍貫出身與岳飛手下將領楊再興的早期活躍範圍有重合之疑義。
- 楊再興(江西吉水人)，傳說為楊邦義之子，楊邦義據守建業被金兵俘虜時拒不受降而死。《虞集全集》與《鴻山楊氏家譜》記載岳飛裨將楊再興是楊邦義的季子，然而籍貫記述與岳飛手下將領楊再興有差異而存在爭議。仔細考究虞集是南宋丞相虞允文的五世孫，楊再興是楊邦義季子說法可能源自虞集著作《道園學古錄》當中的《送楊拱辰序》，內文大義是虞集遇到自稱楊邦義後人的楊拱辰(該名字又與籍貫餘姚的楊拱辰同名)自述出身吉水縣楊邦義五世孫，並且稱楊再興是楊邦義季子的說法，考量虞集所處時代已是元朝時代，此說存疑。

## 流行文化
受到後世戲曲文學的傳說流行，常被傳說是楊家將的後人，因而衍伸是楊家將後人的文學傳說流傳後世，但嚴謹考證籍貫背景，沒有明確史料能證明楊再興是楊家將一脈相承後人的確切實證。
- 施耐庵所撰之小說水滸傳中，楊再興的遠親為梁山泊好漢天暗星青面獸楊志（同為楊家將之子孫；清代小說《說岳全傳》中，楊再興是楊家將的後代，白馬銀槍，武藝高強，是梁山好漢青面獸楊志的侄子。）
- 金庸武俠小說射鵰英雄傳當中，楊鐵心和楊康以至神鵰俠侶的楊過，他們皆為楊再興後人。

## 延伸阅读
[在维基数据编辑]
 《宋史·卷368》，出自脱脱《宋史》
 在维基共享资源阅览影像